# Батурих
Батурих (на немски: Baturich, Bathurich, Baturicus, Baturih, † 12 януари 847) е (смятано от 739 г.) петият епископ на Регенсбург от 817 до 847 г.

## Биография
Батурих произлиза от висшата баварска благородническа фамилия Хахилинга. Той следва и преподава в манастир Фулда. Там негов ученик и приятел е Рабан Мавър, един от най-значимите личности от времето на Каролингския ренесанс през 9 век.
През 817 г. Батурих е избран за епископ на Регенсбург. Той е съветник на крал Лудвиг Немски и му помага финансово и с хора за неговите войни. Заедно с абат Грималд фон Вайсенбург той е от най-важните личности по време на управлението на Лудвиг Немски.
Батурих вероятно присъства на народното събрание през 825 г. в Аахен, където се съвещават с българите за границите на франкското и българското кралство и впоследствие българите нахлуват в баварската Източна Марка.
През 833 г. Лудвиг Немски, който често резидира в Регенсбург, назначава Батурих за свой първи ерцкаплан. През 844 г. той кръщава 14 бохемски князе, които пристигнали специално затова в Регенсбург и получава задачата да запознае населението на Бохемия с християнската религия.